# Imigrante
Imigrante est une municipalité brésilienne située dans l'État du Rio Grande do Sul.

## Histoire
Imigrante est fondée en 1858, avec quelques autres localités limitrophes, sous le nom de Colônia Teutônia (« colonie allemande »). En 1996, Imigrante devient indépendante des autres localités, Teutônia et Westfália, et forme une municipalité indépendante.